# Ouzal-Loulou
Ouzal-Loulou (ou Loulou, Lulu) est un canton du Cameroun situé dans l'arrondissement de Ndoukoula, le département du Diamaré et la région de l’Extrême-Nord. Il porte le nom du massif montagneux, l'Ouzal-Loulou. C'est aussi un lawanat dirigé par un chef du 2e degré.

## Population
La localité comptait 3 228 habitants en 1946 et 3 280 en 1951, principalement des Guiziga (plus de 95%) et quelques Peuls.
Lors du recensement de 2005, on y a dénombré 6 161 personnes.

## Infrastructures
Loulou est doté d'un établissement scolaire public de premier cycle (CES et d'un établissement d'enseignement technique (CETIC).